# Granulenotes granulipennis
Granulenotes granulipennis är en skalbaggsart som beskrevs av Stefan von Breuning 1969. Granulenotes granulipennis ingår i släktet Granulenotes och familjen långhorningar. Inga underarter finns listade i Catalogue of Life.